# Living Museum Alb

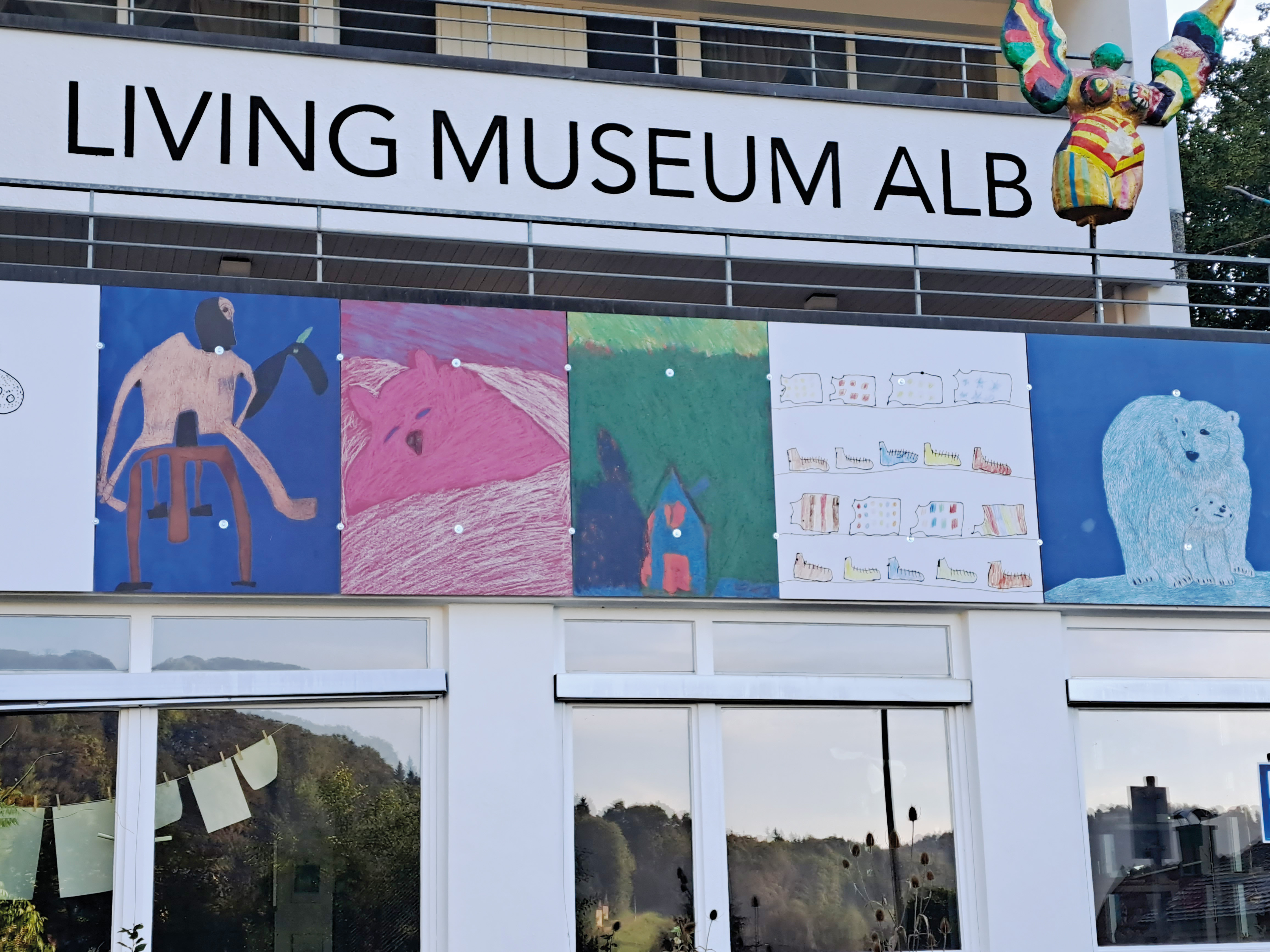
Außenansicht auf das Living Museum Alb

Das Living Museum Alb der BruderhausDiakonie ist ein inklusiver Kulturraum im Ortsteil Buttenhausen der Stadt Münsingen im Landkreis Reutlingen. Gelegen auf der Schwäbischen Alb in Baden-Württemberg vereint das Living Museum Alb Teilhabe und Begegnung in offenen Ateliers verschiedener Kunstsparten. Auf mehreren Etagen entsteht Kunst, die in wechselnden Ausstellungen und bei Veranstaltungen präsentiert wird.

## Geschichte
Bereits vor der offiziellen Eröffnung des Living Museum Alb im Dezember 2020 konnten Menschen mit Unterstützungsbedarf Atelierräume der BruderhausDiakonie in Buttenhausen für ihre kreative Arbeit nutzen. Seit 2014 befindet sich ein Kunstatelier im Erdgeschoss eines ehemaligen Fachpflegeheims. 2019 entschloss sich die BruderhausDiakonie, das einstige Fachpflegeheim mit zwei weiteren Stockwerken und einem großzügigen Außenbereich für eine kulturelle Nutzung freizugeben. Im November 2019 verlieh der Living Museum Verein Switzerland dem Haus den offiziellen Titel „Living Museum Alb“.

## Konzept
Als inklusiver Kulturraum verbindet das Living Museum Alb Kunstmuseum und Atelier. Menschen mit und ohne Behinderung wird Raum geboten, um gemeinsam freikünstlerisch zu arbeiten. Ausstellungsflächen für Wechselausstellungen und offene Ateliers unterschiedlicher Kunstsparten vereinen sich unter einem Dach und sind für Besucher zu festgelegten Zeiten geöffnet.
Das weltweit erste Living Museum gründeten 1983 der Psychologe und Künstler Janos Marton und der Künstler BolekGreczynski am Creedmoor Psychiatric Center in den USA. Living Museen gibt es heute außerdem in den Niederlanden, der Schweiz, in Korea. Das Living Museum-Konzept betrachtet die Einbindung von Menschen mit Unterstützungsbedarf als gesellschaftliche Verantwortung.